# Diego de Almagro
Don Diego de Almagro (Almagro, incerta 1475-1479 – Cusco, 8 luglio 1538) è stato un condottiero spagnolo.
Si tratta di uno dei più importanti conquistadores spagnoli. Era figlio, non riconosciuto, di Juan de Montenegro e di Elvira Gutiérrez. La madre lo abbandonò sulle soglie di una chiesa, ma fu raccolto dal padre a cinque anni di età. Orfano, da lì a poco, fu allevato dallo zio materno, Hernán Gutiérrez, uomo rude ed oppressivo, alla cui tutela si sottrasse a 15 anni di età. Nel 1514 giunse in America al seguito del governatore di Panama, Pedrarias Dávila. Nel 1524 si unì alla spedizione di conquista del Perù organizzata da Francisco Pizarro e da Hernando de Luque.
Nel 1535 intraprese la conquista del Cile per proprio conto, quindi esplorò il paese fino al 35° di latitudine. Tornato a Cusco nel 1537, ritenendo che facesse parte dei territori dei quali era stato nominato governatore dall'imperatore Carlo V, richiese la consegna della città ai fratelli di Francisco Pizzarro. Ne seguì una guerra tra i conquistadores spagnoli che ebbe termine nel 1538, con la sconfitta e la condanna a morte di Almagro. Il figlio di Almagro, Diego, detto "el Mozo" (il Giovane, 1520-1542), vendicò la morte del padre uccidendo Pizarro; fu tuttavia consegnato dai suoi stessi seguaci nelle mani del nuovo governatore Vaca de Castro e decapitato a Cusco.

## Biografia

### Prime esperienze nelle Indie
Sembra che, una volta fuggito dalla casa dello zio, Almagro abbia finito per prestare servizio agli ordini di un altolocato gentiluomo spagnolo, don Luis de Polanco, ma che, dopo un alterco con un altro giovane, finito in una rissa sanguinosa, sia stato costretto a fuggire, imbarcandosi, come molti ricercati, per l'oltremare.
Non si hanno altre notizie sulla sua vita giovanile, ma certamente giunse nelle Indie nel 1514, con la spedizione di Pedrarias Dávila (Pedro Arias de Avila) e subito si distinse per la sua indole coraggiosa che si manifestò nella conquista di Panama.
Mancano testimonianze precise sulle esperienze di Almagro nei suoi primi anni di soggiorno nelle Indie, ma sicuramente militò sotto diversi capitani e partecipò alle spedizioni che venivano effettuate alla scoperta dei territori limitrofi.
La sua storia successiva dimostra che aveva importanti relazioni con i più autorevoli di essi, anche fuori dei possedimenti di Panama e, certamente, queste reciproche amicizie erano fondate su militanze comuni. I suoi trascorsi militari possono essere ammessi con sicurezza, considerando che Pedrarias Davila gli conferì, senza nessuna difficoltà, il titolo di capitano in occasione della futura conquista del Perù.
A metà degli anni venti del XVI secolo, Almagro era comunque un autorevole cittadino di Panama, in possesso di stabili possedimenti e dedito a lucrose attività. Le sue sostanze non erano considerevoli, ma sufficienti, comunque, a farlo ambire ad armare una spedizione in proprio, seppure in società con altri avventurosi, come lui, in cerca di fortuna.

### Società con Pizarro e prime spedizioni
Nel 1524, Almagro entrò in società con altri due personaggi che avranno un'importanza fondamentale nella scoperta del Perù. Si trattava di Francisco Pizarro e di Fernando Luque. Pizarro era, come Almagro, un soldato che si sentiva inappagato dalla relativa tranquillità raggiunta con la sua attuale attività coloniale. Luque, invece, era un ecclesiastico, desideroso di fare fortuna che si propose come finanziatore e garante dell'impresa verso le autorità. In realtà il religioso fungeva solo da prestanome perché il vero finanziatore era un facoltoso residente di Panama, il giudice Gaspar d'Espinoza, che non voleva apparire pubblicamente, ma questa circostanza era di scarsa importanza per la riuscita della spedizione. Con la sua influenza, Luque riuscì ad avere la necessaria autorizzazione dal Governatore, ma non poté evitare che l'avido Pedrarias si riservasse un quarto degli eventuali proventi in cambio del consenso.
Con un vascello malandato e poco più di cento avventurieri, Pizarro partì per primo verso l'ignoto, mentre Almagro si preparava a seguirlo su un'altra nave in riparazione. Le traversie dei due ardimentosi furono quasi identiche. Leghe su leghe di coste inospitali si snodavano sotto i loro occhi e, ad ogni tentativo di approdo, torme di indigeni ostili li assalivano con nugoli di frecce impedendo ogni approvvigionamento. Entrambi, dopo mesi di sofferenze, decisero autonomamente di rientrare e si incontrarono casualmente in un'isola nelle vicinanze di Panama. Erano passati diversi mesi e molti uomini erano periti per fame o per le ferite; Almagro stesso aveva ricevuto un colpo al capo ed aveva perso un occhio ed ora i due commilitoni temevano l'accoglienza che il Governatore avrebbe loro riservato. Pizarro rimase prudentemente in attesa ed Almagro andò ad affrontare l'ira di Pedrarias. Come era facile attendersi quest'ultimo salì su tutte le furie per la perdita di tanti soldati, che erano di vitale importanza per la colonia, e stabilì di annullare la spedizione. La diplomazia di Luque riuscì, in capo a pochi giorni, a farlo ragionare, ma l'avido funzionario pretese la rescissione del contratto e, con esso, la regolazione della sua quota, stimata in mille pesos d'oro. Con questa somma, Pedrarias non poteva immaginare che avrebbe rinunciato ad un quarto delle favolose ricchezze del Perù.
Stipulata una nuova società, a tre questa volta, i due soci partirono insieme, seppur su due navi separate, ma poco dopo raggiunsero un accordo: Pizarro avrebbe proseguito da solo con tutti gli uomini e Almagro avrebbe fatto la spola con Panama per cercare rinforzi e procurare dei viveri. Questa nuova tattica venne eseguita più volte, ma non portò a risultati importanti. Anche spingendosi a sud, le coste rimanevano inospitali, gli uomini continuavano a morire e di oro non si scorgeva la minima traccia. Frattanto a Panama era arrivato un nuovo governatore, Pedro de los Rios, ben più scrupoloso di Pedrarias e costui ingiunse ad Almagro di interrompere la spedizione che stava costando così tante vittime umane. Pizarro però si ostinò e restò con soli tredici uomini, disposto a morire piuttosto che rinunciare al suo sogno. Almagro ottenne per lui di fare un ultimo tentativo e, questa volta, la sorte arrise ai due avventurieri. Pizarro sbarcò a Tumbez, la porta dell'impero degli Inca e vide con i suoi occhi i segni inequivocabili di una superiore e ricchissima civiltà. I suoi uomini erano troppo pochi per tentare l'impresa e tornarono a cercare rinforzi, ma questa volta, il governatore si dimostrò insensibile alle loro richieste giudicando fantasiosi i loro racconti.
Senza autorizzazione i tre soci non potevano più agire e, comunque, erano ormai rovinati, per cui decisero di tentare la carta della disperazione: un appello diretto alla Corona. Fu prescelto Pizarro e il capitano partì portando seco tutti i monili d'oro raccolti, alcuni lama, due indigeni e le stoffe, barattate a Tumbez con poche cianfrusaglie, nella speranza di convincere le autorità imperiali.

### Le "Capitulaciones" con la Corona
Francisco Pizarro si era aspettato di incontrare delle difficoltà in Spagna, ma non poteva supporre di essere arrestato, appena giunto sul suolo della madrepatria. Vi era in effetti una accusa, per debiti, pendente su tutti i cittadini del Darien e Pizarro era tra questi, ma la sua evidente estraneità all'assunto gli valse di essere prontamente liberato. Il futuro conquistatore del Perù poté, così, presentare le sue richieste alla Corona. Il clima era quanto mai propizio perché l'imperatore aveva appena apprezzato i vantaggi della conquista di un altro territorio, il Messico degli Aztechi che il grande Hernán Cortés gli aveva, proprio in quei giorni, illustrato.
Pizarro venne così favorevolmente accolto e le sue richieste vennero prese in considerazione. Il capitano, approfittando della benevolenza della Corte, non si peritò, però, di tralasciare gli impegni assunti con i suoi soci. Prima di partire aveva concordato con loro di richiedere, per sé, la carica di governatore e per Almagro quella di "adelantado". Il pilota Ruiz doveva ottenere quella di alguacil mayor e Luque quella di vescovo della nuova regione. Il solo Luque, per ovvi motivi, ottenne il titolo richiesto, mentre le altre cariche confluirono tutte nella persona di Pizarro.
Quando il futuro governatore della nuova provincia, peraltro ancora da conquistare, tornò a Panama, era, tra l'altro, contornato da una schiera di fratelli avidi ed arroganti che non mostrarono la minima considerazione per Almagro il quale, offeso ed irritato, prese contatti con altri prestigiosi capitani del Nicaragua, tra cui Hernando de Soto, per preparare una spedizione autonoma. Ci volle l'intervento di Luque e del giudice Espinoza per rappacificare i contendenti. Con la loro mediazione si convenne che Pizarro avrebbe lasciato ad Almagro la carica di Adelantado e la signoria dei territori posti oltre la sua giurisdizione e che, in attesa della ratifica di questi impegni, non avrebbe attribuito prebende ai suoi fratelli.
Con queste premesse la spedizione prese finalmente inizio con le consuete modalità. Pizarro avrebbe guidato la prima schiera e Almagro lo avrebbe seguito con le truppe di rincalzo.
Nel gennaio del 1531, forte di non più di duecento uomini, Pizarro partì infine alla conquista del Perù.

### La Conquista dell'impero degli Inca
Quando Almagro mise, per la prima volta, piede nell'impero degli Inca, la sua conquista era già cosa fatta. Pizarro, con poco più di 160 uomini aveva catturato, a Cajamarca, Atahuallpa, il sovrano assoluto del paese, e stava trattando un favoloso riscatto. Almagro, che aveva con sé più di 200 uomini, si affrettò a raggiungere i suoi commilitoni e, il 13 aprile del 1533, si riunì al suo antico socio.
Il riscatto del sovrano Inca era di pertinenza dei soli uomini di Pizarro, ma l'impero degli Inca riservava ben altri tesori e Almagro partecipò attivamente alla sua conquista. La sua presenza fu determinante in più di un'occasione, dalla marcia verso il Cusco alla presa della capitale e, in ogni frangente, l'ardimentoso capitano dimostrò le sue doti di intemerato combattente. Anche quando si trattò di affrontare l'arrivo di altri concorrenti spagnoli, l'adelantado si incaricò della bisogna. Da Cusco corse a Quito per affrontare le armate di Pedro de Alvarado che voleva conquistare, per proprio conto, il nord del Perù e, nell'occasione, seppe sviluppare una delicata funzione di diplomazia che evitò una lotta fratricida.
Nelle "Capitulaciones" con la Corona, il territorio di Pizarro si estendeva per duecento leghe a sud del villaggio di Zamuquella e da lì, secondo i patti convenuti a suo tempo, cominciavano i domini di Almagro. Il Cusco era chiaramente sotto la giurisdizione di Almagro e questi ne prese formalmente possesso, con il beneplacito del suo antico socio. Hernando Pizarro, il fratello del governatore che si era recato in Spagna con l'oro di pertinenza della Corona, ottenne, però, di estendere la potesta di Francisco Pizarro per altre settanta leghe a sud e questa variazione metteva in discussione il possesso della capitale degli Inca. Nella decisione imperiale non si chiariva, infatti, se le settanta leghe dovevano essere misurate seguendo la linea della costa o in linea d'aria e, a seconda dell'interpretazione, il Cuzsco sarebbe appartenuto all'uno o all'altro dei contendenti.
La contesa divenne sempre più accesa e i due antichi soci, ciascuno spalleggiato dai propri simpatizzanti, rischiarono più volte di scontrarsi, finché, stimolati da alcuni personaggi, influenti e bempensanti, giunsero ad un accordo. Almagro si sarebbe recato nelle regioni meridionali, nelle quali si supponeva che esistessero regni altrettanto ricchi di quello del Perù, e nel frattempo si sarebbero attese le determinazioni della Corona.
Almagro, prontamente rappacificato, rinsaldò l'antica amicizia e si apprestò a organizzare, con l'entusiasmo che gli era solito, una spedizione verso i territori del Cile, come già allora venivano chiamate le regioni a sud del Cusco.

### Spedizione in Cile
Durante la sua permanenza al Cusco, Almagro aveva contratto dei vincoli di amicizia con Manco e, prima di partire pensò bene di consultarlo per avere consigli ed aiuto. Il giovane sovrano Inca non si fece pregare e gli procurò una adeguata scorta di guerrieri a cui mise a capo il proprio fratello Paullu. Non contento di ciò dispose che il sommo sacerdote del suo impero, Willaq Umu, si aggregasse alla spedizione per fornire, con la sua presenza, la massima autorevolezza possibile agli Spagnoli.
Il 3 luglio 1535, Almagro partì, così, alla volta del Cile con un piccolo esercito di circa 400 uomini, 100 schiavi africani e 10.000 indigeni. Le vie possibili per il Cile erano due: una transitava per le Ande e un'altra, costeggiando la costa, doveva attraversare il terribile deserto di Atacama. Contrariamente al consiglio di Paullu, gli Spagnoli optarono per il cammino montano e si trovarono, ben presto, a dover fronteggiare enormi difficoltà. Sprovvisti di indumenti adatti, affrontarono le nevi eterne dei passi andini e furono sorpresi da una violenta tormenta. Uomini e cavalli perirono a decine per assideramento e dovettero essere abbandonati insepolti, mentre anche gli indigeni cadevano a centinaia. Affamati e semicongelati i disperati superstiti giunsero infine ai piedi delle montagne, ma si trovarono di fronte alla desolazione di una contrada deserta. Nei pochi villaggi che incontravano gli indios fuggivano terrorizzati, ma, qualche volta, tentavano degli agguati e provocavano la morte di numerosi soldati. Gli Spagnoli potevano sostenersi solo razziando e la loro disperazione si trasformava in atteggiamenti inumani nei confronti dei loro portatori che morivano a centinaia per la fame e le privazioni.
Cristobal de Molina, detto El Almagrista, per distinguerlo dall'omonimo autore dell'opera «Fabulas y ritos de los Incas», partecipava alla spedizione e ci ha tramandato un racconto vivo ed atroce delle sofferenze dei poveri indigeni.
Quando già lo scoramento stava per aver ragione dei soldati esausti, giunse un distaccamento di rinforzo. Anche questi disgraziati avevano percorso la micidiale via delle Ande e si erano salvati mangiando la carne dei cavalli, abbandonati dai loro compagni e perfettamente conservati nel ghiaccio dei monti innevati. A Copiapo, un villaggio più grande dei precedenti fecero un incontro inaspettato. Abbigliato come un indio, trovarono uno spagnolo. Si chiamava Gonzalo Calvo, detto Barrientos ed era fuggito dal Cusco per odio verso i suoi compatrioti che lo avevano punito con il taglio delle orecchie per un furto commesso. Era stato accolto nel villaggio e, da lui, appresero che, nel paese che percorrevano, non vi erano città, né civiltà, né tantomeno ricchezze e che, per miglia e miglia, il paesaggio presentava le stesse inospitali caratteristiche. Tutti desideravano il ritorno, ma Almagro volle fare ancora un tentativo e inviò, in avanscoperta, uno squadrone leggero perché esplorasse la contrada. Il suo fu uno scrupolo inutile, perché, quando, tre mesi dopo, i cavalieri furono di ritorno, non poterono che confermare il racconto di Barrientos. Questa volta, anche Almagro si convinse e diede ordine di preparare il ritorno, ma la terribile esperienza sulle Ande gli consigliò di optare per la via costiera.
Sul nuovo cammino gli Spagnoli non correvano il rischio di morire di freddo, ma il deserto avrebbe avuto le sue vittime e, sotto un caldo insopportabile e con pochi pozzi di acqua salmastra a disposizione, molti altri sventurati lasciarono, per sempre, le loro ossa a sbiancare sotto i raggi ardenti del sole di Atacama.
Villac Umu si era, da tempo, dileguato, ma Paullu, che era rimasto con Almagro, si dimostrò provvidenziale, in questo frangente, consigliando di procedere a piccoli gruppi, per dare modo ai pozzi di rigenerarsi, e fu grazie al suo consiglio se i resti dell'esercito poterono riguadagnare le regioni fertili del Perù un anno e mezzo dopo la loro partenza dal Cusco.

### La presa del Cusco
La situazione del Perù, al momento dell'arrivo di Almagro, era profondamente mutata dall'epoca della sua partenza. L'Inca Manco, stanco delle vessazioni a cui era stato sottoposto dai fratelli Juan e Gonzalo Pizarro, si era ribellato e aveva fatto insorgere tutti i suoi sudditi. A capo delle sue armate, nella zona del Cusco, circondata e minacciata, vi era Villac Umu, il sommo sacerdote già accompagnatore di Almagro in Cile, scomparso durante la spedizione. La stessa Lima era sotto attacco e diversi contingenti spagnoli, anche molto numerosi, erano stati massacrati, come pure tutti i coloni isolati.
Almagro, prima della sua partenza, aveva avuto ottimi rapporti con Manco ed ora cercò di approfittarne. Vennero stabiliti dei contatti e iniziò uno scambio di corrispondenza per tentare un accordo. A Cusco, Hernando Pizarro, tornato dalla Spagna comprese che Almagro avrebbe rivendicato il possesso della città e cercò di impedire, con qualsiasi mezzo, un'alleanza tra questi e gli indigeni insorti. Le sue mene non andarono a buon fine, ma alimentarono un clima di sfiducia e di sospetti che occasionò uno scontro tra i reduci del Cile e le truppe di Manco. Gli Inca furono respinti, ma ripiegarono in buon ordine attestandosi su posizioni sicure in attesa degli eventi. Libero infine nei suoi movimenti, Almagro si rivolse verso il Cusco esigendone la consegna com'era suo diritto. I Pizarro, che vi avevano subito un assedio per mesi, si trincerarono dietro altrettanto sostenibili motivazioni giuridiche e si rifiutarono di cedere il possesso della città. Si addivenne ad una tregua e le due parti concordarono di mantenere, ciascuna la propria posizione senza cercare di fortificarsi.
Il tempo giocava a favore dei Pizarro perché un esercito a loro favorevole era segnalato in arrivo, ma Hernando, cercò di avvantaggiarsi comunque e i suoi uomini furono sorpresi, nella notte del 18 aprile del 1537, mentre tentavano di distruggere un ponte. La misura era colma e il focoso Almagro diede l'ordine dell'attacco. Praticamente non vi fu neppure la parvenza di una difesa, se si eccettua quella di Hernando e di suo fratello Gonzalo che, asserragliati in una casa fortificata, vi furono stanati col fuoco dal luogotenente di Almagro, l'irriducibile Orgoñez.

### La vittoria di Abancay
L'esercito che si avvicinava era composto da più di 500 uomini sotto la guida di Alonso de Alvarado, un capitano di fiducia di Pizarro che era stato inviato a soccorrere, dall'assalto degli Inca, gli assediati del Cusco. Memore degli agguati che erano costati la perdita delle precedenti spedizioni, Alvarado procedeva assai lentamente, badando soprattutto a compiere sanguinose rappresaglie sugli abitanti dei villaggi che incontrava. La sua marcia fu costellata da una vera scia di sangue e di sofferenze per le popolazioni indigene che non avrebbero mai dimenticato la sua sinistra figura. Quando il sopraggiungente esercito arrivò nei pressi della città, Almagro inviò due incaricati per parlamentare, ma Alvarado, in spregio alla bandiera bianca, li fece mettere ai ceppi. Non restava che combattere e Almagro fece schierare le sue truppe nella località di Abancay.
Tra gli uomini di Alvarado militava un orgoglioso capitano, Pedro de Lerna, che era in pieno disaccordo con il suo comandante. Costui fece sapere a Orgoñez che avrebbe opposto solo una resistenza puramente formale e il luogotenente di Almagro pensò bene di approfittare del favore. Nella notte del 12 luglio 1537, Orgoñez, con un pugno di fedeli, passò il fiume che divideva i due eserciti, appoggiato da un forte contingente di indigeni al comando di Paullu. Questa parte del guado era pattugliata da Pedro de Lerna e i suoi soldati, come promesso, si ritirarono senza combattere. Orgoñez diede l'attacco inaspettatamente al campo nemico e la sua azione seminò il panico. Le restanti truppe di Almagro, prontamente sopraggiunte, non dovettero far altro che accettare la resa dell'esercito sconfitto. Lo stesso Alonso de Alvarado, catturato con tutti i suoi uomini, fu mandato a raggiungere, nel carcere del Cusco, quei prigionieri che era venuto a liberare.
L'inca Paullu fu uno dei beneficiari della giornata. Almagro, grato per tutti i suoi servigi, al termine di una cerimonia ufficiale, lo nominò Inca supremo, al posto del fratello Manco, deposto per l'occasione.

### Trattative tra Almagro e Pizarro
Almagro non si inorgoglì affatto per la clamorosa vittoria e cercò di sanare la vertenza con Pizarro, in termini amichevoli. Se avesse dato retta ad Orgoñez, avrebbe giustiziato i fratelli del suo ex socio e avrebbe marciato su Lima prima che i suoi avversari si rimettessero dalla sconfitta, ma l'adelantado era restio a compromettersi apertamente con i suoi compatrioti.
Pizarro, dal canto suo, preoccupato per la sorte dei fratelli si affidò alla sola persona che godeva della sua fiducia e di quella di Almagro. Si trattava del giudice d'Espinoza, il vero finanziatore della prima spedizione verso il Perù. Almagro accolse con favore il negoziatore e questi si dette subito da fare per comporre la vertenza, ma improvvisamente morì, lasciando la questione incompiuta.
Vedendo che nulla accadeva, Almagro che aveva deciso di fondare una sua città sul mare, prese con se il suo prigioniero Hernando e si diresse alla volta della valle di Chincha per mettere in opera i suoi propositi. La sua fu una mossa avventata perché gli altri prigionieri, lasciati con una minima custodia al Cusco, riuscirono a corrompere i loro guardiani e a guadagnare la sicurezza di Lima. Hernando, però, era sempre prigioniero e suo fratello Francisco doveva trovare un mezzo per liberarlo. Gli sembrò una buona idea di proporre un arbitrato e di scegliere come giudice padre Francisco de Bodabilla, principale dell'Ordine de la Merced e stimato religioso di Lima.
Almagro accettò la proposta, contro il parere del solito Orgoñez e l'arbitro diede corso alle sue esplorazioni. Cercò di fare rappacificare i due contendenti, ma un'insidia degli uomini di Pizarro mandò a monte il tentativo. Emise infine la sentenza, ma il suo responso scandalizzò tutte le persone oneste lasciando esterrefatti gli uomini di Almagro, con l'eccezione di Orgoñez che accolse il verdetto con delle risate. Secondo il padre mercedario, Almagro doveva liberare i suoi prigionieri e abbandonare il possesso del Cusco, in attesa delle decisioni della Corona.
Hernando non corse mai un pericolo maggiore di perdere la vita come in quell'occasione e suo fratello, il governatore, rendendosi conto dell'esagerazione delle pretese si dispose a fare delle concessioni. Accettò cioè che Almagro restasse padrone del Cusco, in attesa delle decisioni delle autorità della madre patria. Quanto ad Hernando, costui sarebbe stato liberato, ma solo dopo un giuramento solenne di partire subito per la Spagna.

### La sconfitta di Las Salinas
Almagro accettò le condizioni di Pizarro e rilasciò il suo prigioniero, ma non aveva fatto i conti con la doppiezza di costui. Appena liberato, Hernando si preoccupò di trovare un religioso compiacente che lo sciogliesse dal giuramento, poi, circuì, in ogni modo, il fratello finché lo convinse a vendicarsi del suo antico socio.
Almagro cadde gravemente ammalato nel momento in cui la sua intraprendenza sarebbe stata di maggiore aiuto ed apprese, mentre era infermo, che i suoi nemici stavano marciando verso il Cusco. Orgoñez avrebbe voluto scuoterlo e convincerlo a tentare un colpo di mano. Secondo lui, Lima era stata lasciata completamente sguarnita e, aggirando l'esercito in marcia, sarebbe stata una facile preda che li avrebbe ripagati, con gli interessi, della perdita del Cusco. Anche Paullu si offrì di attaccare le forze di Pizarro, approntando, al passaggio di una gola, uno di quegli agguati micidiali che gli Inca avevano dimostrato di saper così bene condurre. L'adelantado era, però, ormai l'ombra di se stesso e non voleva rinunciare alla speranza di poter comporre pacificamente il dissidio che lo separava dal suo antico compagno di avventura. Solo quando i soldati di Lima, condotte da Hernando, giunsero nei pressi del Cusco capì che la sorte poteva essere decisa solo con le armi e lasciò ogni iniziativa ad Orgoñez.
Il 26 aprile 1538 i due eserciti si incontrarono nella pianura di Las salinas in quella che sarebbe stata la battaglia decisiva. Orgoñez aveva la superiorità in quanto a cavalleria, ma le truppe di Hernando erano più numerose e meglio armate disponendo di uno speciale corpo di archibugieri, appena giunto da Santo Domingo. Fu appunto una nutrita scarica che colpì le truppe montate di Almagro aprendo le ostilità. Orgoñez rispose con una salva di artiglieria che seminò lo sgomento tra le file nemiche, ma perse tempo per riordinare le proprie truppe e permise agli archibugieri di caricare le loro micidiali armi a palle incatenate. La successiva scarica ebbe come bersaglio le lunghe picche della fanteria del Cusco, che con la loro presenza tenevano a distanza la cavalleria dei Pizarro. Già questa stava per lanciarsi all'attacco delle truppe disorientate, quando Orgoñez e Pedro de Lerna entrarono in azione. La loro carica fu travolgente e penetrò all'interno dei reparti di Hernando. Il luogotenente di Almagro fece prodigi di valore. Abbatté diversi nemici, perse il cavallo, ma si rialzò e, quantunque ferito, arrestò con una stoccata un assalitore che si apprestava a finirlo. Rimasto solo al centro della mischia, fu infine circondato ed esortato ad arrendersi. Sfinito e quasi cieco per una ferita al capo, acconsentì a consegnare la spada, ma uno spregevole cavaliere lo assalì disarmato e gli spiccò la testa dal busto.
Pedro de Lerna aveva puntato su Hernando Pizarro con la lancia in resta e i due cavalieri si scontrarono brutalmente. Il capitano de Lerna ricevette una ferita alla coscia, ma Hernando non poté evitare che l'arma dell'avversario lo raggiungesse al ventre. Sarebbe stato sicuramente ucciso se uno scarto del suo cavallo non lo avesse sottratto all'impatto.
Caduti i due capitani, le truppe dei Cileni si sbandarono e la battaglia assunse l'aspetto di una carneficina. I fuggitivi furono incalzati fino al Cusco e, quelli che non perirono nella fuga, furono finiti tra le vie della città in una vera e propria caccia all'uomo. Almagro, che aveva seguito in lettiga l'esito della battaglia, fu catturato all'interno della fortezza in cui si era rifugiato.

### La condanna a morte e l'esecuzione

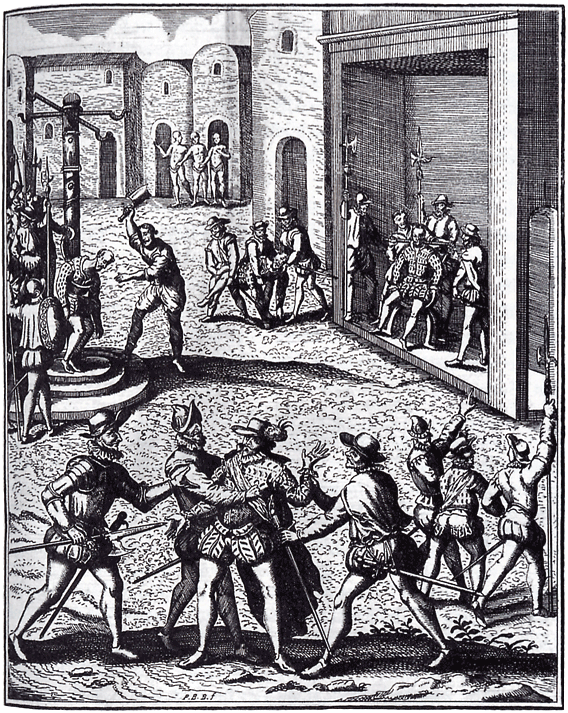
Morte di Almagro (Incisione, intorno 1600)

Restava da definire la sorte di Almagro. L'anziano conquistador fu trattato con il dovuto rispetto e, visti i riguardi che riceveva, si convinse che la sua elevata condizione lo avrebbe preservato da soluzioni brutali. Si sbagliava perché Hernando, con subdola raffinatezza aveva provveduto ad illuderlo per meglio abbatterlo. Quando ormai si sentiva al sicuro, gli fu, infatti, comunicata la sentenza di morte. Lo scoramento assalì il debilitato capitano di tante battaglie che si umiliò a chiedere la grazia della vita. Fu un attimo perché, quando si avvide della perfidia del suo antagonista, riacquistò immediatamente la sua dignità di cavaliere castigliano e si apprestò ad affrontare la morte. Chiese di confessarsi e di redigere un testamento. Entrambe le richieste furono accolte e, alla fine della bisogna, Almagro fu garrotato all'interno del carcere in cui aveva vissuto gli ultimi giorni della sua vita. Il suo cadavere non fu, però, rispettato e, trascinato nella piazza principale della città, venne sottoposto ad un ignobile insulto. La sua testa venne spiccata dal busto parafrasando una macabra esecuzione alla presenza del suo spietato carnefice, il beffardo e vendicativo Hernando Pizarro.
Almagro, quando fu giustiziato, aveva passato da qualche anno la sessantina. La sua vita era stata costellata da avventure e successi di ogni genere. Era piccolo di statura, guercio da un occhio e per niente piacevole alla vista, ma aveva moltissimi amici. Il suo carattere presentava importanti contraddizioni. Era amabile con gli indigeni e molti avevano dato la vita, con entusiasmo, per lui, ma, durante la spedizione in Cile, aveva permesso ogni sorta di brutalità nei loro confronti. Era ambizioso e avido di ricchezze, ma sapeva dimostrarsi prodigo quanto pochi. Aveva speso la maggior parte delle sue ricchezze per armare la spedizione cilena e, prima di partire, aveva rimesso i debiti a tutti coloro a cui aveva imprestato somme, anche importanti. Era coraggioso, tenace e valoroso, buon combattente e ottimo comandante. Era privo di malizie, sincero ed impetuoso, ma non poteva competere con l'astuzia dei suoi antagonisti. Quando aveva Hernando in suo possesso, si era comportato con signorilità e moderazione e non poteva concepire che non si facesse altrettanto con lui. La sua massima aspirazione era quella di godere, in pace, delle ricchezze e degli onori che aveva onestamente guadagnato, ma non aveva compreso che, nella spietata realtà della vita coloniale, ciò era possibile solo finché il rispetto fosse sorretto dal potere delle armi.